# Ashraf Ghani
Ashraf Ghani Ahmadzai (Dari: محمد اشرف غنی احمدزی ; Pasjtoe: محمد اشرف غني احمدزی) (Lowgar, 19 mei 1949) is een Afghaans politicus, econoom en antropoloog.
Hij was minister van Financiën tussen 2002 en 2004 en rector magnificus van de Universiteit van Kabul tussen 2004 en 2008. Vanaf 29 september 2014 was hij president van Afghanistan.
Bij het binnentrekken van de taliban in Kabul op 15 augustus 2021 verliet hij het land. Er was een plan opgesteld om de hoofdstad veilig te stellen, dat was besproken met generaal Haibatullah Alizai, de chef van de legerstaf, en admiraal Peter Vasely, de hoogste Amerikaanse militaire officier in Afghanistan. Centraal in het plan stonden de onderhandelingen om de opmars van de taliban buiten de stadspoorten te stoppen. Het plan was om te vechten indien nodig, maar idealiter om tot een vreedzame oplossing met de taliban te komen. Mocht dat niet mogelijk blijken, dan wilde de regering op zijn minst tijd winnen voor evacuaties. Nadat de steden Mazar-e-Sharif en Jalalabad vielen, ontstond er snel een hopeloze situatie waarin Ashraf Ghani een bloedbad wilde voorkomen. Na enkele omzwervingen in de regio belandde hij in de Verenigde Arabische Emiraten.